# Nicolás Milesi
Nicolás Milesi Van Lommel (Young, 10 novembre 1992) è un calciatore uruguaiano, centrocampista svincolato.

## Palmarès

### Club

#### Competizioni nazionali
- Campionato saudita: 2

Al-Hilal: 2016-2017, 2017-2018
- Coppa della Corona del Principe saudita: 1

Al-Hilal: 2017